# معروف (دوعن)

'

تعديل مصدري - تعديل

معروف هي إحدى قرى عزلة صيف بمديرية دوعن التابعة لمحافظة حضرموت، بلغ تعداد سكانها 63 نسمة حسب تعداد اليمن لعام 2004.